# Haras de Persano
Le haras de Persano est un haras royal italien, fondé par Charles III dans le royaume de Naples.
Il est établi avec une base de juments espagnoles.
Il est à l'origine de la sélection des races Persano et Salernitano.